# روحي مشتهى
روحي جمال عبد الغني مشتهى (1959- 23 يوليو 2024) عضو المكتب السياسي لحركة المقاومة الإسلامية حماس ولد لعائلة فلسطينية عريقة من حي الشجاعية بمدينة غزة في العام 1959؛ تزوج وعاش مع زوجته أشهراً قليلة لم تتجاوز الستة أشهر قبل أن يتم اعتقاله عقب إصابته بانفجار قنبلة يدوية أدت إلى بتر أصابع يده، وأمضى في السجون ربع قرن، ليتحرر بعدها في صفقة «وفاء الأحرار». 
شارك الشيخ مشتهى في تأسيس جهاز المجد الأمني التابع لحركة المقاومة الإسلامية "حماس" بصحبة عدد من الشباب من جيله؛ بعد تغول الاحتلال الصهيوني على شعبه وأرضه في مطلع الانتفاضة الفلسطينية الأولى؛ حيث كان الاحتلال يرتكب فيها الجرائم تلو الجرائم والعالم العربي والمجتمع الدولي لا يحرك ساكناً. أدين في المحكمة بقتل العديد من الفلسطينيين الذين اشتبهوا بالتعاون مع الاحتلال.

## النشأة والحياة الشخصية
ولد روحي مشتهى في حي الشجاعية بمدينة غزة في عام 1959 لعائلة فلسطينية عريقة من حي الشجاعية بمدينة غزة، قبل أن يتنقل بين دارسها.

### زواجه
لم يكن روحي مشتهى الإنسان ملهوفاً على الزواج كما باقي أقرانه من جيله الذين كانوا يتزوجون في سنٍ مبكرة؛ حيث تزوج في سن السابعة والعشرين، رغم إلحاح والديه عليه حتى حانت اللحظة التي ارتبط فيها بشريكة حياته «رائدة سويدان»، إلا أنه لم يقض شهوره العسلية الأولى مع زوجته حيث اعتقله الاحتلال بعد قرابة الستة أشهر من زواجه.

## اعتقاله
اعتقل روحي مشتهى في الثالث عشر من فبراير من عام 1988 من داخل المستشفى الأهلي العربي «المعمداني» وهو على سرير المرض يتلقى العلاج، في جريمة واضحة من قبل قوات الاحتلال، بعد مراقبته من قبل أحد العملاء حيث جرى اعتقاله وأصدر الاحتلال بحقه حكماً بالسجن سبع مؤبدات وعشرين عاماً.

### أحكام عالية
بعد أربعة أشهرٍ من الاعتقال كان اللقاء الأول مع زوجته؛ حيث عرض عليها الانفصال بعد هذه الأحكام العالية إلا أنها عارضت بشدة وردت «سأشاركك في الأجر ويقيني أن الفرج قريب، وإن لم نلتقِ في الدنيا سنلتقي في الآخرة».
ولم تخفِ «أم جمال» ما كان يتمتع به زوجها من حياء ومحبة وصدق غير معهود، وهو ما دفعها لرفض فك الارتباط بينهما مهما كلف ذلك من ثمن.

### فقد الأقرباء
خلال فترة اعتقاله فقد مشتهى، والديه وشقيقه شهيداً والعديد من الأقارب والمحبين الذين حالت بينه وبينهم قضبان الاحتلال من وداعهم.
وكان يبدي مشتهى - الذي فقد والديه وشقيقه الشهيد مهدي، والعديد من الأقارب والمحبين وعلى رأسهم شيخه وقائده الأول الإمام الشيخ أحمد ياسين، خلال فترة الأسر - قناعة بأن موعد الفرج لكل الأسرى اقترب.

## الخروج من السجن
بعد مضي 23 عامًا على الاعتقال، تمكنت المقاومة الفلسطينية من أسر الجندي الإسرائيلي «جلعاد شاليط» حيث بادلته بـ1050 أسيراً فلسطينياً كان على رأسهم القائد مشتهى، حيث جرى الإفراج عنه بتاريخ 18 أكتوبر 2011، ضمن المفرج عنهم في صفقة "وفاء الأحرار" بعد ربع قرن من الاعتقال.

## العمل السياسي
في عام 2012، تم انتخابه ليشغل منصب عضو المكتب السياسي لحركة المقاومة الإسلامية حماس، وأصبح من ضمن قائمة الاغتيالات بعدما أعلن الاحتلال "الإسرائيلي" قائمة اغتيالات لقادة فلسطينيين في المقاومة الفلسطينية، وفق ما نقلته وسائل إعلام عبرية بالتزامن مع بدء الحرب "الإسرائيلية" الأخيرة على قطاع غزة في السابع من تموز/ يوليو من العام 2014.

## مقتله
وفي أكتوبر 2024، أفيد بإستشهاد مشتهى في غارة جوية إسرائيلية قبل ثلاثة أشهر. وفي يناير 2025، أكدت حركة حماس استشهاد وسامي عودة في غارة جوية إسرائيلية سابقة وانتشال جمانه، حيث شيع جثمانه وتمت صلاة الجنازة عليهم على أنقاض على أنقاض المسجد العمري الكبير في حي الدرج في مدينة غزة.

## وصلات خارجية
- روحي مشتهى.. من السجن «المؤبد» لعضو المكتب السياسي - المركز الفلسطيني للإعلام